# 糙叶火焰花
糙叶火焰花（学名：Phlogacanthus vitellinus）为爵床科火焰花属的植物。分布于印度、不丹、锡金以及中国大陆的云南等地，生长于海拔240米至1,100米的地区，一般生于林下，目前尚未由人工引种栽培。